# Italijanska vojna (1542–1544)
Italijanska vojna je potekala med letoma 1542 in 1544. Kljub francosko-osmanskemu napadu so Habsburžani obstali v Italiji.